# Neoptolemos (Diadoche)
Neoptolemos (altgriechisch Νεοπτόλεμος Neoptólemos; † 321 v. Chr.) war ein Gefährte (hetairos) Alexanders des Großen und einer seiner Diadochen. 
Er kam aus Epirus, dem römischen Historiker Arrian nach war er ein Angehöriger der dortigen molossischen Herrscherdynastie der Aiakiden, die eng mit dem makedonischen Königshaus verbunden war. Auf dem Asienfeldzug wird er erstmals 332 v. Chr. bei der Einnahme von Gaza genannt, wo er der erste Krieger war, der die Stadtmauern überwand. Nach dem Tod des Nikanor 330 v. Chr. übernahm er dessen Posten als Befehlshaber der Schildträger (archihypaspistes).
Nach Alexanders Tod 323 v. Chr. wurde Neoptolemos in der Reichsordnung von Babylon 323 v. Chr. zum Satrap von Armenien ernannt. Der genaue Charakter des ihm übertragenen Amtes ist jedoch in der Geschichtsforschung nicht eindeutig geklärt. Alexander hatte zwar schon 331 v. Chr. mit Mithrenes einen Satrap für Armenien ernannt, dieses Land aber nur am Rand durchzogen und damit nicht vollständig unterworfen. Es ist daher möglich, dass die Ernennung des Neoptolemos zum Satrap in erster Linie eine Aufforderung an ihn zur tatsächlichen Unterwerfung Armeniens darstellte, ähnlich der Ernennung des Eumenes zum Statthalter Kappadokiens. Von Plutarch wurde Neoptolemos lediglich als strategos (Militärstatthalter) bezeichnet.
Bei Ausbruch des ersten Diadochenkrieges 321 v. Chr. wurde Neoptolemos vom Regenten Perdikkas beauftragt, Eumenes gegen eine erwartete Invasion Kleinasiens durch Antipater und Krateros zu unterstützen. Stattdessen aber plante Neoptolemos mit einigen Gesinnungsgenossen den Griechen Eumenes zu ermorden um dann auf die Seite Antipaters überzuwechseln. Nach Diodor lag der Grund hierfür an einer persönlichen Fehde mit Eumenes. Iustinus berichtet dagegen von der Hoffart des Perdikkas, die ihn zu diesem Schritt bewegte. Eumenes erfuhr allerdings rechtzeitig von dem Plan und bezwang die Verschwörer in einem Kampf, Neoptolemos konnte zu Antipater fliehen. Zusammen mit Krateros stellte er Eumenes in der Schlacht am Hellespont, wurde dabei allerdings in einem persönlichen Zweikampf mit diesem getötet.
Für das Jahr 317 v. Chr. wird bereits ein Orontes als Satrap für Armenien genannt, welcher dem traditionellen armenischen Herrscherhaus der Orontiden entstammte. Er war vermutlich mit jenem Orontes identisch der bereits die armenischen Krieger in der Schlacht von Gaugamela 331 v. Chr. gegen Alexander angeführt hatte.